# Moscazzano
Moscazzano é uma comuna italiana da região da Lombardia, província de Cremona, com cerca de 785 habitantes. Estende-se por uma área de 7 km², tendo uma densidade populacional de 112 hab/km². Faz fronteira com Bertonico (LO), Credera Rubbiano, Montodine, Ripalta Cremasca, Ripalta Guerina, Turano Lodigiano (LO).

## Demografia
| Variação demográfica do município entre 1861 e 2011                               |
|                                                                                   |
| Fonte: Istituto Nazionale di Statistica (ISTAT) - Elaboração gráfica da Wikipedia |